# Midgham
Koordinaten: 51° 24′ N, 1° 12′ W
Midgham ist ein Dorf und Civil parish in West Berkshire in England.

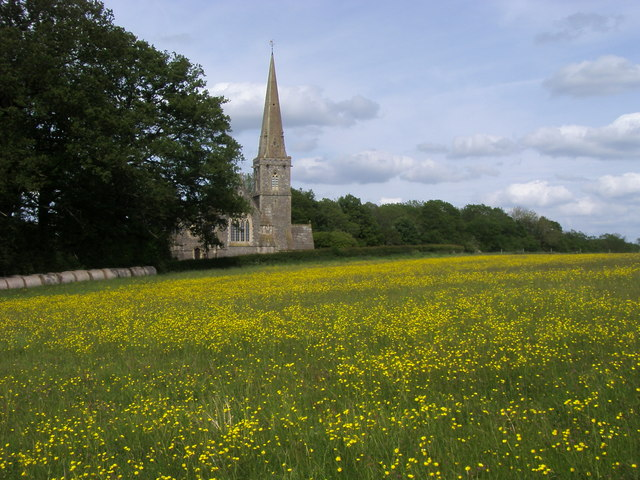
St. Matthew Kirche

## Lage
Es liegt im Tal des Flusses Kennet, etwa 4 km östlich von Newbury (Berkshire) und westlich von London. 2001 hatte es 282 Einwohner. Mit Woolhampton teilt es sich den Bahnhof (Midgham railway station) an der Bahnstrecke Reading–Plymouth.

## Geschichte
Midgham hatte ab etwa 1309 eine eigene Kapelle, die unweit des heutigen Gebäudes Midgham House stand. Die heutige Kirche St. Matthew im Stil des 13. Jahrhunderts wurde 1869 von dem Architekten John Johnson errichtet. Midgham war bis 1857 Teil der Pfarrei Newbury bis 1857. Der erste Vikar war nach dem Kirchenbau dann Rev. John Errington. Die Kirche ist jetzt Teil eines Kirchenverbundes mit St. Peter, Woolhampton und St. Marien in Beenham.